# Musique électronique française
La musique électronique française est un panorama de la musique française qui utilise des instruments de musique électroniques et la technologie de la musique électronique dans sa production. Parmi les premiers artistes et compositeurs français de musique électronique, on peut citer Maurice Martenot, inventeur des ondes Martenot en 1928, et Pierre Schaeffer, développeur de la musique concrète en 1948. Parmi les artistes contemporains célèbres, on peut citer Jean-Michel Jarre, Heldon, Air, Daft Punk, David Guetta, Justice, Phoenix et M83. 

## Histoire

### Origines
Le premier appareil d'enregistrement sonore connu est le phonautographe, breveté en 1857 par Édouard-Léon Scott de Martinville. En 1928, Maurice Martenot invente les ondes Martenot, qu'il présente pour la première fois à Paris. Cet instrument de musique électronique est notamment utilisé dans la Turangalîla-Symphonie d'Olivier Messiaen, ainsi que dans d'autres œuvres de ce dernier. Les ondes Martenot sont également utilisées par d'autres compositeurs tels qu'André Jolivet, Pierre Boulez, Arthur Honegger, Charles Koechlin, Darius Milhaud, Gilles Tremblay et Edgard Varèse.
En 1942, le compositeur et théoricien français Pierre Schaeffer commence son exploration de la radiophonie en rejoignant Jacques Copeau et ses élèves pour fonder le Studio d'essai de la Radiodiffusion nationale. Ses travaux posent les bases de la musique concrète. Cette technique consiste à assembler des fragments enregistrés de sons naturels et industriels . Les premières pièces de musique concrète à Paris sont assemblées par lui, qui collabore ensuite avec Pierre Henry.
Le 5 octobre 1948, la Radiodiffusion française (RDF) diffuse l'Étude aux chemins de fer du compositeur Pierre Schaeffer. Il s'agit du premier « mouvement » des Cinq études de bruits, qui marque le début des réalisations en studio et de la musique concrète (ou art acousmatique). Schaeffer utilise un tour à découper les disques, quatre tables tournantes, une console de mixage à quatre canaux, des filtres, une chambre d'écho et une unité d'enregistrement mobile. Peu de temps après, Henry commence à collaborer avec Schaeffer, un partenariat qui aura des effets profonds et durables sur l'orientation de la musique électronique. Edgard Varèse, un autre collaborateur de Schaeffer, commence à travailler sur Déserts, une œuvre pour orchestre de chambre et bande magnétique. Les parties sur bande sont créées au studio de Pierre Schaeffer, puis révisées à l'université Columbia.
En 1950, Schaeffer donne le premier concert public (non radiodiffusé) de musique concrète à l'École normale de musique de Paris. « Schaeffer utilisait un système de sonorisation, plusieurs platines et des tables de mixage. La même année, Pierre Henry collabore avec Schaeffer sur la Symphonie pour un homme seul (1950), la première grande œuvre de musique concrète. En 1951, à Paris, la RTF crée le premier studio de production de musique électronique, ce qui deviendra une tendance mondiale importante. Toujours en 1951, Schaeffer et Henry produisent un opéra, Orphée, pour sons et voix concrets.
En 1970, le président Georges Pompidou demande au compositeur Pierre Boulez de fonder une institution de recherche sur les nouvelles formes de musique. L'Institut de recherche et coordination acoustique/musique (IRCAM) est créé sous sa direction. Depuis lors, l'IRCAM est un institut d'avant-garde pour la science de la musique, du son et de la musique d'art électro-acoustique en France.

### Premiers morceaux

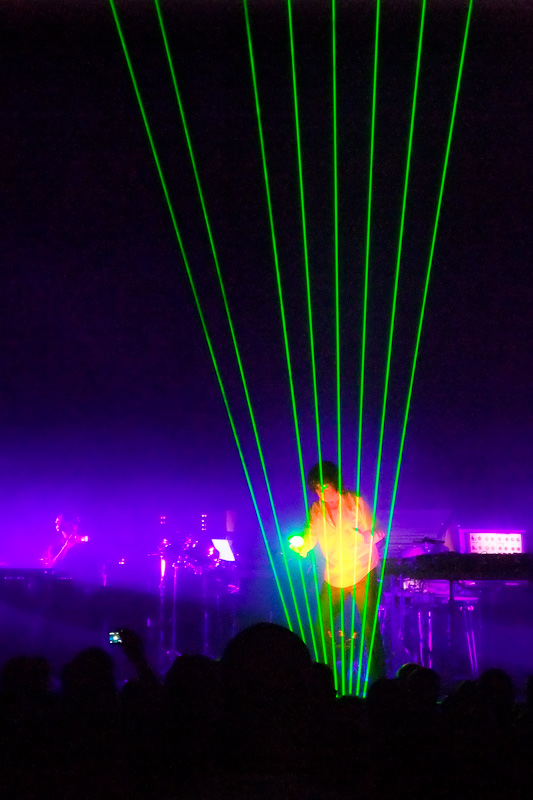
Jean-Michel Jarre jouant de la harpe laser à Helsinki, en 2009.

En 1969, La Cage/Erosmachine devient une œuvre de musique électronique très précoce de Jean-Michel Jarre, qui est devenu célèbre dans le monde entier avec l'album Oxygene en 1976. Parmi les autres morceaux expérimentaux de musique électronique, peuvent être cités Igor Wakhévitch avec Hathor (1973) et François de Roubaix pour une composition prévue pour être la bande originale du film ayant pour sujet l'Antarctique Voyage au bout du monde de Jacques-Yves Cousteau, sorti en 1976, mais n'ayant pas été retenue par celui-ci car jugée trop expérimentale. La musique planante et le space disco deviennent populaires avec Magic Fly de Space (1977) ; Onyx de Space Art (1977) ; Supernature de Cerrone (1977) ; The Force de Droïds (1977), et Bernard Fèvre (alias Black Devil Disco Club) (1975-1978). À la suite de ces derniers et à la fin des années 1970 et au début des années 1980, d'autres groupes français de musique électronique notables sont Philippe Laurent (alias Hot Bip) (Industrieuse, 1979) et René Roussel avec Caramel (1980).
L'année 1986 marque l'avènement de la techno dans le pays.

### French touch
À la suite des précurseurs Jean-Michel Jarre et Cerrone, de nombreux artistes français de musique électronique acquièrent une reconnaissance mondiale sous le nom de « French touch » (genre qui a émergé au début des années 1990), notamment Heldon, Air, Daft Punk, David Guetta, Justice, Phoenix et M83. 

### Techno hardcore
Aux alentours de 1993 ou 1994, la techno hardcore et le gabber se fraient un chemin en France depuis les Pays-Bas grâce notamment aux compilations Thunderdome. Le gabber se forge un public au milieu des années 1990, principalement à Paris, notamment grâce à G.T.I alias Gangstar Toons Industry (Atomic Compressor, DJ La Carotte et DJ Kirin), Guiz-Ohm, Manu le Malin, Psychiatrick Sound System, DJ Olive et Mazen « Boss » qui ramènent, fin 1992, les premiers labels néerlandais tels que Mokum Records, Rotterdam Records, et Terror Traxx. Au milieu des années 1990 des lieux comme Le Gibus, une salle de concerts à Paris, rue du Faubourg-du-Temple deviennent les lieux incontournables de la scène hardcore et gabber française avec les soirées Deadline de Mazen puis l'hebdomadaire Absolute Core avec les DJ résident Dr No aka Mister Poison et Kraft. À l'époque, les compilations Thunderdome se vendent bien à plus de 10 000 exemplaires ; mais les lois françaises ne permettaient pas d'organiser des raves à la hauteur des raves néerlandaises. 
La popularisation du gabber et de ses genres connexes permet localement la création d'un autre genre appelé Frenchcore. Le genre parvient à se populariser lors des soirées et grâce à la sortie d'albums tels que Neurophonie (1999) et Anesthésie internationale (2000), du groupe Micropoint.